# 7,62 × 45 mm vz. 52
El 7,62 × 45 mm es un cartucho intermedio de fusil con vaina abotellada desarrollado en Checoslovaquia. Es disparado por el fusil checo Vz. 52, la ametralladora vz. 52 y la ametralladora ligera ZB-530. El cartucho fue dejado de lado cuando Checoslovaquia adoptó el cartucho estándar del Pacto de Varsovia, el 7,62 × 39 mm (usado en el fusil vz. 52/57 y la ametralladora ligera vz. 52/57). Su velocidad inicial y su energía en boca son ligeramente superiores a las del cartucho 7,62 × 39 mm.

## Dimensiones
La vaina del 7,62 × 45 mm tiene una capacidad de 2,79 ml. La forma exterior de la vaina fue diseñada para tener una extracción y alimentación confiables tanto en fusiles de cerrojo y semiautomáticos como en ametralladoras, bajo condiciones extremas.
Dimensiones máximas del 7,62 × 45 mm según la C.I.P.. Todas las medidas en milímetros.